# 東京デジタル専門学院
東京デジタル専門学院（とうきょうデジタルせんもんがくいん）は、東京都渋谷区渋谷にある出版系オペレーターを養成する職業訓練施設である。1978年（昭和53年）6月開校。施設の略称は東デジ（とうデジ）。

## 沿革
- 1978年（昭和53年）6月 東京渋谷・神宮前にて、電子タイプ練習塾として日本初のワープロスクールを開校
- 1984年（昭和59年）4月 情報処理部門として同所に受託法人設立
- 1993年（平成5年）7月 渋谷・神南に拡張移転、少人数制単体教室にて業界初の受講生2,000名を突破する
- 1995年（平成7年）3月 情報処理部門、辞典入力の中核メンバーとなる
- 1999年（平成11年）10月 在宅ワーク講座が厚生労働大臣指定となる
- 2000年（平成12年）3月 大阪校を開設、渋谷校を本校とする
- 2000年（平成12年）5月 東京都職業能力開発協会[1]の認定施設、コンピュータサービス技能評価試験[2]の試験実施校となる
- 2003年（平成15年）12月 実技修了生総数3,000名を突破する
- 2004年（平成16年）4月 コンピュータサービス技能評価試験の合格者200名を達成する
- 2006年（平成18年）9月 若者ジョブサポーター[3]第166号取得
- 2011年（平成23年）3月 就活ゼミ[4]を開講
- 2014年（平成26年）5月 渋谷区三丁目に移転

## 講座
出版系オペレーター養成講座
　総合コース、基礎コース、養成コース、プラチナコース、テープ起こし（反訳）コース
専門コース
　DTPコース、インストラクターコース、Webコース、グラフィックデザインコース、インデザインコース、TeX処理コース
就活ゼミ
　面接コース、ワープロ技士3級コース、表計算技士3級コース、委託インストラクターコース、内定取得総合コース、夏期コース、冬期コース

## アクセス
JR山手線・埼京線・湘南新宿ライン・成田エクスプレス・日光きぬがわ・東海道本線、東京メトロ銀座線・半蔵門線・副都心線、東急東横線・田園都市線、京王井の頭線、「渋谷駅」下車 東口より徒歩約5分。